# Lemmaphyllum carnosum
Lemmaphyllum carnosum är en stensöteväxtart som först beskrevs av Nathaniel Wallich och John Smith, och fick sitt nu gällande namn av Presl. Lemmaphyllum carnosum ingår i släktet Lemmaphyllum och familjen Polypodiaceae. Inga underarter finns listade.